# Scuola di Tubinga
La scuola esegetica di Tubinga fu una discussa corrente di ermeneutica biblica sviluppatasi presso l'Università di Tubinga verso la metà del XIX secolo e diretta dall'esegeta tedesco Ferdinand Christian Baur.

## I concetti di fondo
La formulazione dei suoi criteri risentì dell'influenza dell'idealismo imperante, in particolare della dialettica hegeliana e del rifiuto dell'elemento soprannaturale: entrambi i concetti furono applicati per l'analisi dei testi del Nuovo Testamento: con particolare rilevanza furono esaminate le discordanze fra i Vangeli sinottici e quello di Giovanni, i temi e gli stili delle lettere attribuite a Paolo di Tarso, e il ruolo dei primi capi della Chiesa delle origini. A questo riguardo, Baur mise in evidenza il contrasto fra una Chiesa ebraica, il cui esponente principale sarebbe Pietro, e una Chiesa ellenistica o dei gentili, rappresentata da Paolo di Tarso. I testi del Nuovo testamento sarebbero una sintesi fra una teologia primitiva, da attribuirsi alla fazione di Pietro, e una più elaborata, maturata in ambiente paolino. Baur propose, come criterio contenutistico di autenticità per i testi, la presenza - appunto - di testimonianze di questo conflitto ideologico.

## LaLeben Jesudi Strauß
Convenzionalmente si è soliti datare l'inizio del movimento esegetico di Tubinga con la pubblicazione nel 1835 della La vita di Gesù o Esame critico della sua storia (Das Leben Jesu kritisch bearbeitet) di David Friedrich Strauß, uno dei principali allievi di Baur (i cui corsi a Tubinga erano cominciati nel 1826).

## L'epilogo
Ben presto iniziarono le polemiche: verso la fine degli anni quaranta del XIX secolo la scuola di Tubinga era del tutto avversata dalla comunità scientifica: lo stesso Baur, ormai isolato dagli altri accademici tedeschi, morì in solitudine dopo essersi dedicato alla stesura di una corposa esegesi biblica di stampo naturalistico, dove ogni enunciato è commentato materialisticamente, prescindendo dall'elemento divino.
Gli studi e le opere di Adolf von Harnack posero fine all'influenza della Scuola di Tubinga negli studi esegetici e teologici.

## Gli influssi sulla prassi esegetica
Fra i risultati più eminenti di questa pur breve parentesi ideologica, è da registrare la pervenuta possibilità di una comprensione puramente storica della Bibbia, al di là di ogni aspetto soprannaturale; e la messa a fuoco di "più correnti teologiche" nella fase di stesura del corpus neotestamentario: campi di indagine non privi di spunti, che furono colti nei decenni successivi. Ad esempio, sul finire dell'Ottocento, una corrente chiamata a sua volta "scuola di Tubinga" tentò di conciliare gli insegnamenti della Chiesa con le più recenti acquisizioni dell'esegesi biblica e della psicologia.